# Užpaliai
Užpaliai (ryska: Ужпаляй) är en ort i Litauen. Den ligger i den östra delen av landet, 110 km norr om huvudstaden Vilnius. Užpaliai ligger 92 meter över havet och antalet invånare är 877.
Terrängen runt Užpaliai är huvudsakligen platt. Užpaliai ligger nere i en dal. Runt Užpaliai är det ganska glesbefolkat, med 42 invånare per kvadratkilometer. Närmaste större samhälle är Utena, 16,7 km söder om Užpaliai. Omgivningarna runt Užpaliai är en mosaik av jordbruksmark och naturlig växtlighet.